# Vittorio Zecchin

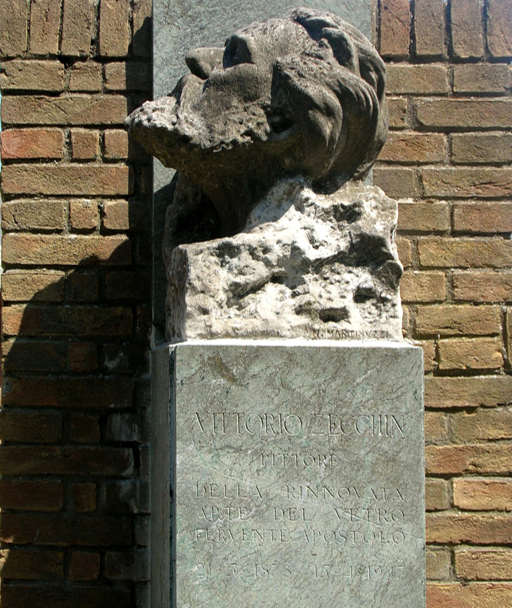
Napoleone Martinuzzi, Vittorio Zecchin, 1947

Vittorio Zecchin (Murano, 21 maggio 1878 – Murano, 15 aprile 1947) è stato un artista italiano.

## Biografia
Figlio di un tecnico vetraio muranese, Luigi, si diploma all'Accademia di Belle Arti di Venezia. Insofferente verso la cultura verista tardo-ottocentesca che qui incontra, si sente piuttosto attratto dagli stimoli offerti dalle Biennali veneziane, che frequenta entrando in contatto con le ricerche simboliste e con l'ambiente della Secessione Viennese. Nel 1914 presenta alla XI Biennale, assieme al pittore Teodoro Wolf Ferrari, alcuni vetri realizzati presso la vetreria Barovier. Dopo il 1918 privilegia le arti applicate. Dal 1921 al 1925 è direttore artistico della società Vetri Soffiati Muranesi Cappellin Venini & C., per la quale crea pezzi classicheggianti in vetro leggero e con colori delicati; ispirati allo stile pittorico del XVI secolo dei pittori veneti, questi vasi furono i primi esempi di lavori moderni in vetro di Murano. Conclusa l'esperienza con Cappellin Venini, continua, nel corso degli anni Trenta, a dedicarsi alla creazione di vetri raffinatissimi, collaborando con diverse vetrerie: Ferro-Toso (1930), A.Ve.M. Arte Vetraria Muranese (1932-1933), Salir (1932-1938), Barovier Seguso Ferro (1933-1934) e Fratelli Toso (1938).
Sempre durante gli anni Trenta e nell'ultimo decennio della sua vita, si dedica anche all'insegnamento, collaborando con diversi istituti professionali veneziani, tra cui la “Scuola per l'Industria Vetraria” di Murano (nel 1934) e la scuola per apprendisti vetrai “Abate Zanetti” (dal 1936), avvalendosi nell'attività didattica di due opuscoli redatti da lui stesso, l'uno sulla storia del vetro, l'altro sul mosaico; ed anche la scuola professionale Vendramin Corner, ove si occupa di arazzi e ricami.
Vittorio Zecchin è morto a Murano il 15 aprile 1947 e venne sepolto nel cimitero dell'isola. Sulla sua tomba è stato eretto un monumento scolpito da Napoleone Marinuzzi.

## Galleria d'immagini

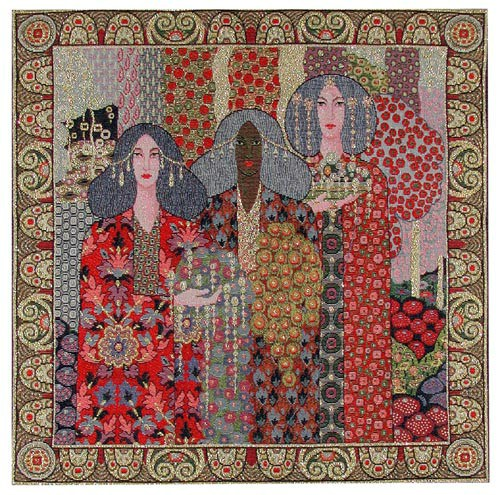
Tre donne, 1919 circa, disegnato da Vittorio Zecchin
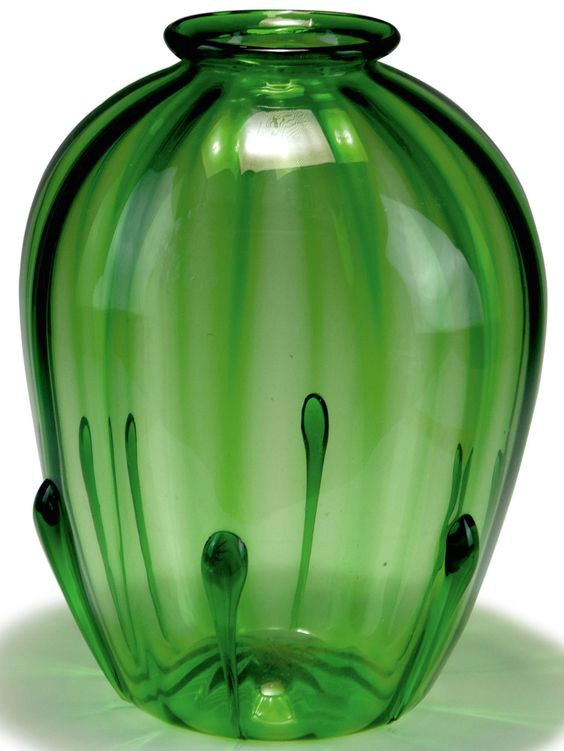
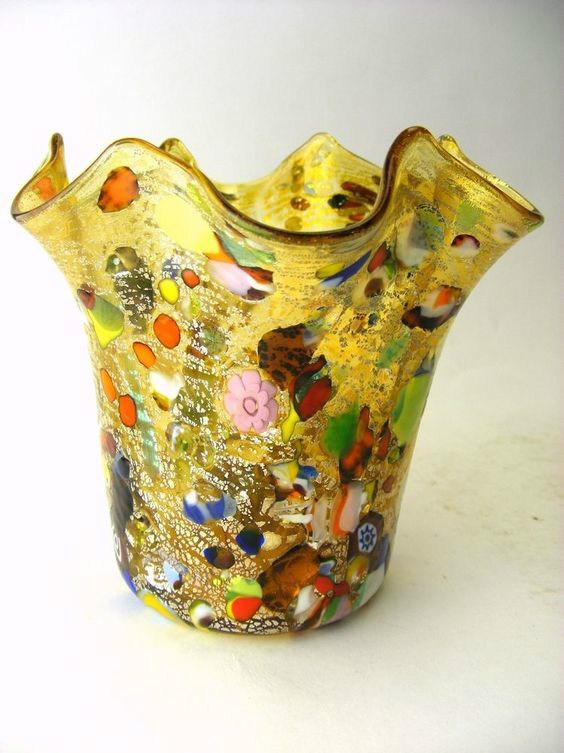
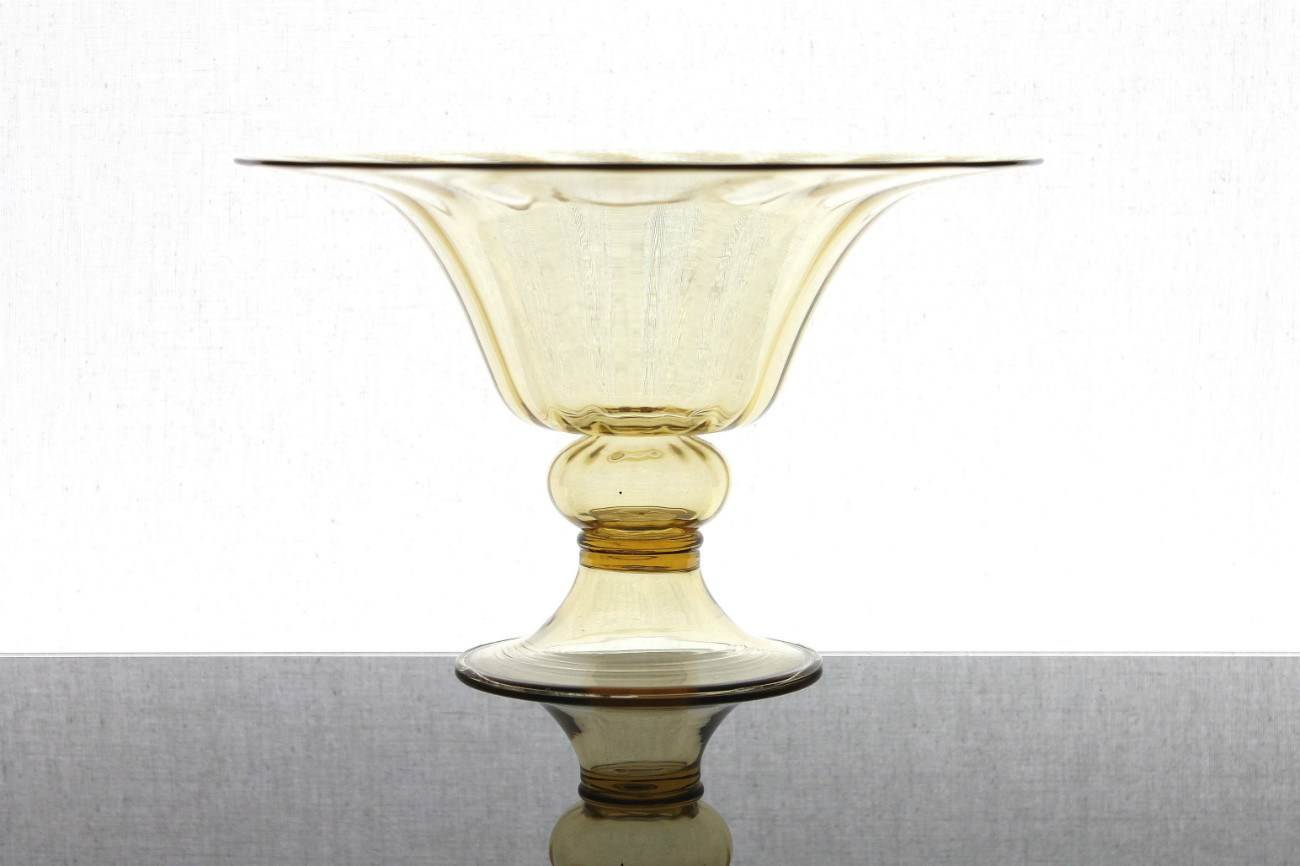
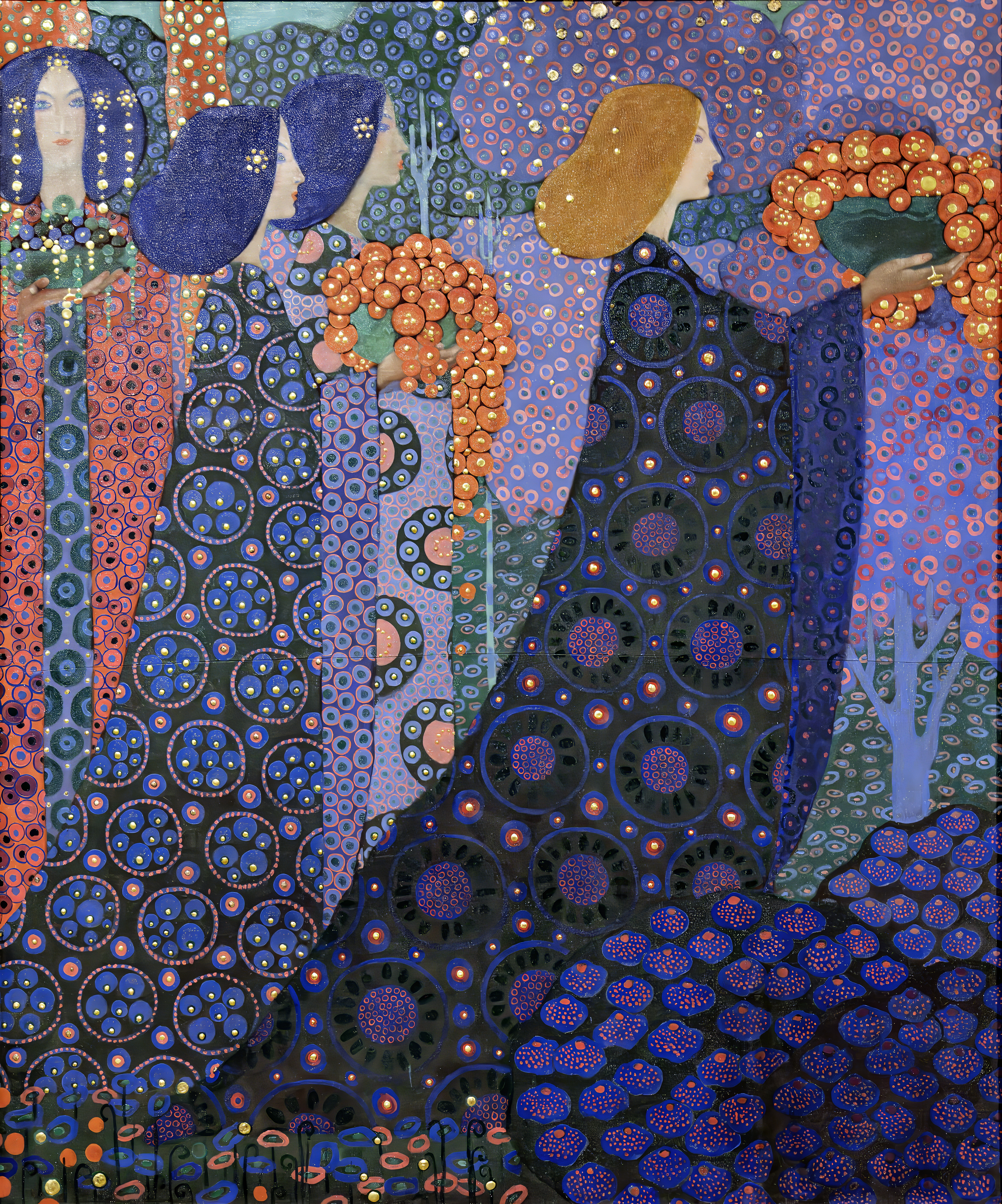
Corteo delle principesse 1914 - Museo d'arte moderna Ca' Pesaro
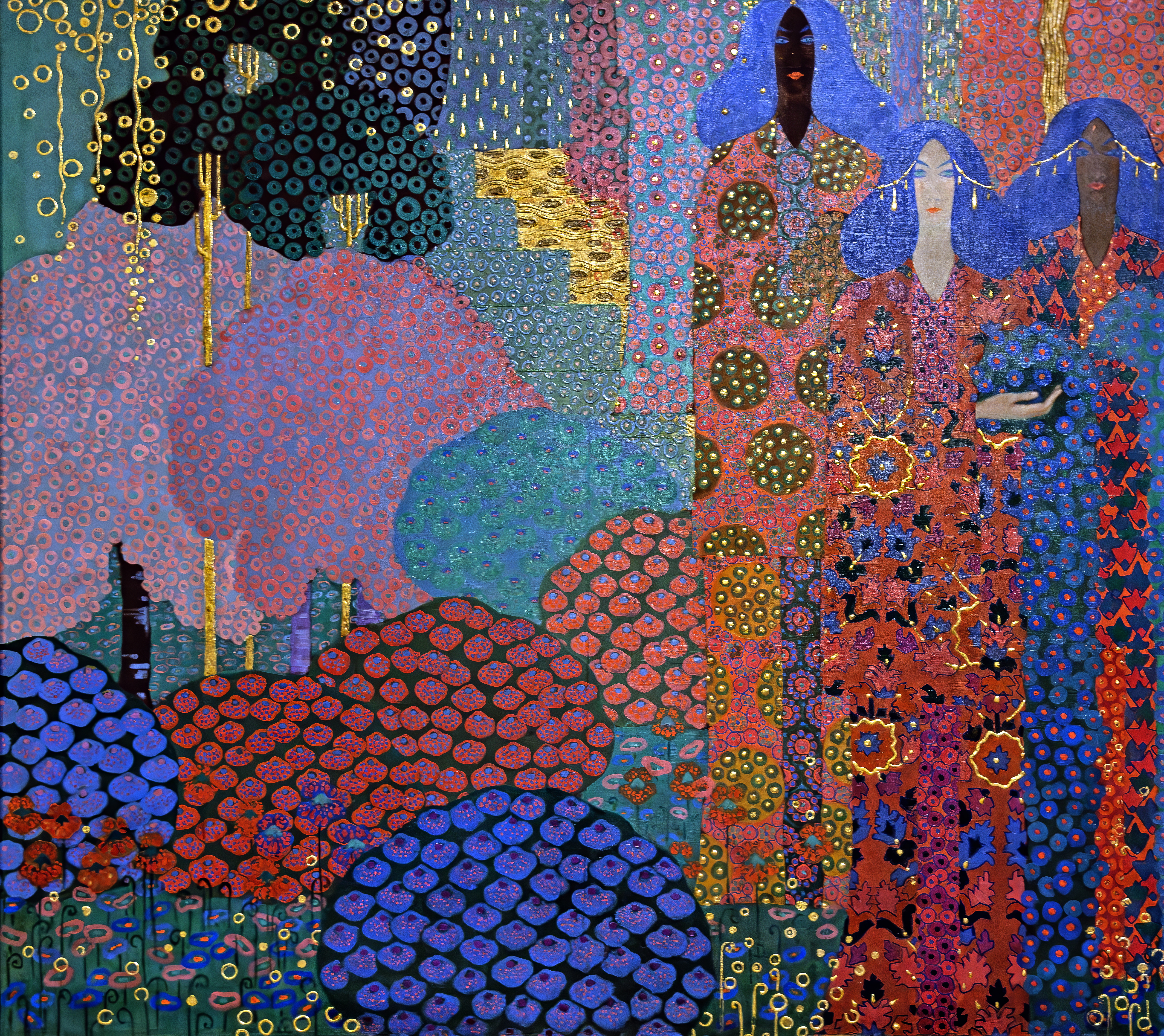
Principesse nel giardino 1914 - Museo d'arte moderna Ca' Pesaro
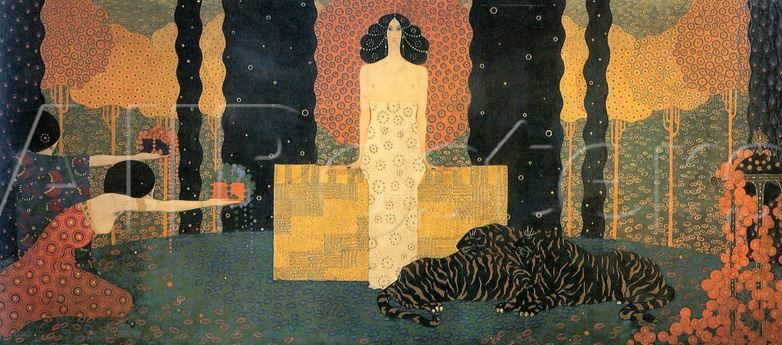
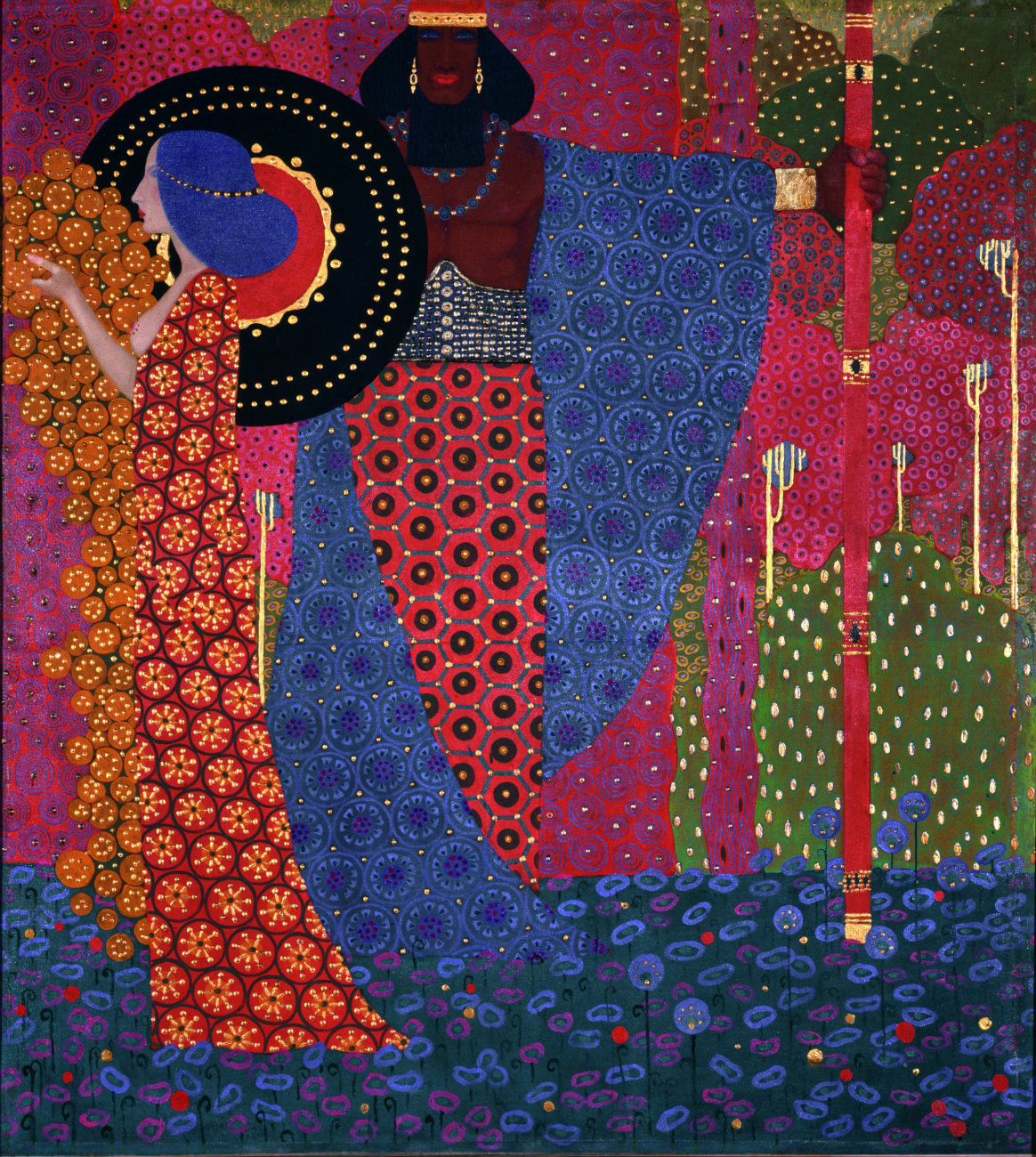